# Григорий (Стергиу)
Митрополи́т Григо́рий (греч. Μητροπολίτης Γρηγόριος, в миру Гео́ргиос Стерги́у, греч. Γεώργιος Στεργίου; род. 18 августа 1961, Мегара) — епископ Александрийской православной церкви, митрополит Камерунский (с 2004), ипертим и экзарх Центральной Африки.

## Биография
В 1984 году в Мегарской митрополии, в ставропигиальном монастыре Святой Параскевы (Ιερά Μονή Αγίας Παρασκευής Μαζίου) в Мази был пострижен в монашество с сохранением прежнего имени, став строителем обители.
В 1984 году митрополитом Мегарским Варфоломеем (Кацурисом) был хиротонисан во иеродиакона, а в 1988 году — во иеромонаха с возведением в достоинство архимандрита. Будучи назначенный официальным проповедником в Мегарской митрополии, развил широкую пастырскую деятельность.
Изучал оформление, рисование и иконопись, а в 1988 году получил богословскую степень по специальности общественного богословия в Афинском университете.
С января 2001 по июль 2002 года, по приглашению папы и патриарха Александрийского Петра VII, исполнял обязанности директора личного патриаршего кабинета.
С мая 2003 года служил приходским священником в Феодоровском храме в Риме, будучи также епархиальным эпитропом Центральной Италии Итальянской митрополии Константинопольского патриархата. В это же время обучался в папском Григорианском университете на высших курсах Церковных изящных искусств.
27 октября 2004 года решением Священного синода Александрийской православной церкви был избран митрополитом Камерунским.
25 ноября 2004 года в Патриаршем соборе святого Саввы Освященного в Александрии состоялась его епископская хиротония, которую возглавил патриарх Александрийский Феодор II в сослужении как епископов Александрийского патриархата, так и из Греции.
23 января 2005 года в Яунде состоялась его интронизация, которую возглавил Патриарх Феодор II.
16 ноября 2016 года на заседании Синода прочитал доклад о возрождении института диаконис, отметив, что их служение будет миссионерским, после чего на заседании был сформирован комитет в составе трех архиереев, которому поручено самым тщательным образом изучить этот вопрос.